# 坎伯山
坎伯山（英語：Mount Camber）是南極洲的山峰，位於帕默群島的昂韋爾島，屬於奧斯特里特山脈的一部分，海拔高度1,400米，由比利時探險隊發現，現時由南極條約體系管理。